# David Law
David Connor James Law (Aberdeen, 4 mei 1991 is een golfer uit Schotland.
David begon met golf toen hij zes jaar was. Zijn moeder Teresa nam hem toen mee naar de Hazlehead Golf Club. Zijn volgende zomervakantie speelde hij elke dag negen holes. Toen hij tien jaar was speelde hij in Hazleheads jeugdteam. Hij speelde ook in het team van de Aberdeen Grammar School. Op 13-jarige leeftijd kwam hij ook uit in het gewone schoolteam en in 2006 werd hij captain van Hazlehead' jeugdteam. Met beide team werd hij kampioen van Aberdeen. Toch was zijn favoriete sport in die jaren voetbal, hij speelde voor de Albion Boys Club.

## Amateur
In 2007 werd hij verkozen tot Aberdeen City Council Young Sportsman of the Year. In 2008 won hij twee toernooien op de SGU Junior Tour. Daarna besloot hij de Aberdeen Grammar School te verlaten en zich op golf te concentreren. Hij werd in het nationale team (U18) opgenomen. David is ook lid van de Paul Lawrie Golf Foundation.

In 2010 had David een polsblessure waardoor hij bijna het hele jaar niet mocht spelen.

In 2011 won David Law het Northern Open en werd hij uitgenodigd om het KLM Open op de Hilversumsche Golf Club te spelen. Hij was eerste reserve van het Walker Cup-team.

### Gewonnen
Nationaal
- 2007: Faldo Series Event 1, Aberdeen Men’s Quaich Championship
- 2009: Scottish Boys Championship, Scottish men's amateur championship, Scottish Boys Order of Merit

Tartan Tour
- 2011: Northern Open (266, -14)

### Teams
- Europees Landen Team Kampioenschap (Boys): 2008
- Europees Landen Team Kampioenschap: 2011

## Professional
David Law werd in oktober 2011 professional.